# Alberto Morillas
Alberto Morillas (ur. 1950 w Sewilli) – hiszpański perfumiarz. Odpowiedzialny za stworzenie ponad trzystu perfum. Współpracował z takimi markami jak m.in. Versace, Giorgio Armani, Gucci, Dolce & Gabbana.

## Życiorys
Alberto Morillas urodził się w Sewilli w Hiszpanii. W wieku dziesięciu lat przeprowadził się do Szwajcarii. Przez dwa lata studiował na uniwersytecie w Genewie.